# Oenomys hypoxanthus
Oenomys hypoxanthus es una especie de roedor de la familia Muridae.

## Distribución geográfica
Se encuentra en Angola, Burundi, Camerún, República Centroafricana, República del Congo, República Democrática del Congo, Guinea Ecuatorial, Etiopía, Gabón, Kenia, Nigeria, Ruanda, Sudán, Tanzania, y  Uganda.

## Hábitat
Su hábitat natural es: Clima tropical o Clima subtropical, estacionalmente húmedas o inundados de pastizales  y las tierras agrícolas.